# 松本拓海
松本 拓海（まつもと たくみ、2003年〈平成15年〉5月8日 - ）は、日本の俳優。

## 概要
子役としてキャリアをスタートさせ、舞台、テレビドラマ、映画と幅広い分野で活躍。
2008年、ヤマハ英語教室のCMで子役としてデビュー。2009年には、テレビ朝日系ドラマ「マイガール」で、片桐新太役としてレギュラー出演を果たし、注目を集める。
その後も、数多くのCM、ドラマ、映画に出演し、着実にキャリアを重ねていく。2010年には、舞台「大奥第一章」で初舞台を踏み、以降、ミュージカルを中心に舞台俳優としての才能を開花させていく。
主な出演作品としては、「スクルージ」や「ピーターパン」でジョン役を2年連続で務めるなど、その演技力が高く評価される。また、東京芸術劇場主催の「リチャード3世」にも出演するなど、本格的な舞台作品にも挑戦。
高校時代はアメリカで過ごし、現地の高校を卒業。帰国後は、ABCテレビのドラマ「ふたりの背番号4」で主人公の親友である後藤大役を演じ、活動を再開した。近年では、映画「カタオモイ」に出演したほか、コンペティション形式のミュージカルライブ「SMASH CABARET」で6月の優勝者に選ばれるなど、その才能は多岐に渡る。
子役時代から培ってきた演技力と、アメリカでの経験を通じて得た国際的な感覚を活かし、今後ますます幅広い分野での活躍が期待される俳優。

## 出演
映画
- めめめのくらげ（2013年4月26日、ギャガ） - 海斗 役
- カタオモイ（2023年8月4日公開）
- 女神降臨 Before 高校デビュー編（ソニー・ピクチャーズ エンタテインメント）（2025年3月20日公開）
- リライト（2025年6月13日）
- 事故物件ゾク 恐い間取り（2025年7月25日、松竹） - 石崎肇 役

テレビドラマ
- マイガール（2009年10月9日 - 12月11日、テレビ朝日）片桐新太 役
- 連続テレビ小説　どんど晴れ（2007年4月 - 9月）（NHK総合）
- 明日もまた生きていこう（2010年10月25日、TBS）
- Fallen Angel（2012年1月21日 - 3月24日、BS朝日） - 及川一真 役
- パパドル! （2012年、TBS）
- ふたりの背番号4（2022年8月6日 - 16日、朝日放送テレビ） - 後藤大 役
- 宙わたる教室（2024年10月8日 - 12月10日、NHK総合・NHK BS4K）
- 愛の、がっこう。（2025年7月10日 - 、フジテレビ） - 吉良⭐︎キラ 役

舞台 • ミュージカル
- 大奥〜第一章〜　（2011年10月2日 - 27日、明治座 / 11月4日 - 27日、中日劇場、2012年9月28日 - 30日、ニトリ文化ホール / 10月2日・3日、秋田県民会館 / 10月5日、福島県文化センター / 10月7日・8日、東京エレクトロンホール宮城（宮城県民会館） / 10月10日、盛岡市民文化ホール / 10月13日・14日、新潟県民会館 大ホール / 10月17日・18日、静岡市民文化会館 / 10月20日・21日、福井フェニックス・プラザ / 10月23日、富山市芸術文化ホール（オーバード・ホール） / 10月27日・28日、まつもと市民芸術館 主ホール / 11月2日、松山市民会館/ 11月4日、岡山市民会館 / 11月6日、高知県立県民文化ホール オレンジホール / 11月9日 - 11日、広島市文化交流会館 / 11月13日、島根県民会館 / 11月17日・18日、佐賀市文化会館 / 11月20日・21日、アルカスSASEBO / 11月23日、市民会館シアーズホーム夢ホール（熊本市民会館） / 11月25日、iichiko総合文化センター / 2013年6月1日 - 21日、大阪松竹座 / 7月2日 - 27日、博多座） - 国松 • 七之丞役
- スクルージ〜クリスマス・キャロル〜（2013年12月、2015年12月）
- ミュージカル 「ピーター・パン」（2014年7月） - ジョン 役
  - ミュージカル 「ピーター・パン」（2015年7、8月） - ジョン 役
- コロッケ芸能生活35周年記『渡る世間は倍返し！！』(明治座／2015年)
- 『SHOW ル・リアン』（2016年3月 - 4月）
- リチャード三世（2017年10月、東京芸術劇場 プレイハウス、森ノ宮ピロティホール、盛岡市民文化ホール 大ホール、日本特殊陶業市民会館）

ライブ・コンサート
- 東宝芸能 50th Musical チャリティコンサート『Espoir 〜希望をもって〜』（2014年）

CM
- ヤマハ英語教室 (2008年 - 2011年)
- すかいらーくグループガスト 「アンパンマンに会いに行こう 編」 (2008年 -)
- ソニーハンディカム 「運動会 篇」 (2008年 -)
- 高須自動車 「家族でドライブ 編」 (2009年 -)
- 埼玉縣信用金庫 (2011年 -)
- バンダイ 「T-PETS! 編」 (2011年 -)
- 東邦ガス (2012年 -)
- マクドナルド ハッピーセット「仮面ライダーフォーゼ 編」 (2012年 -)
- 日清食品 つけ麺の達人 「達人家族 篇」（2014年3月17日 - 2015年3月17日）
- マクドナルド ハッピーセット (2014年 -)
- JA共済 「ながらマナー編」 (2015年 -)
- ソフトバンク 「Future life with Pepper 編」 (2016年 -)